# Вилсэк, Том
То́мас Джеймс «Том» Ви́лсэк (англ. Thomas James «Tom» Vilsack, род. 13 декабря 1950) — американский политик, член Демократической партии, министр сельского хозяйства США с 21 января 2009 по 17 января 2017 и с 24 февраля 2021.

## Образование
Вилсэк родился в 1950 году в Питтсбурге, штат Пенсильвания. Обучался в Гамильтоновском колледже, который окончил в 1972 году со степенью бакалавра по истории, а также в юридической школе в Олбани, где в 1975 году получил степень доктора права.

## Политическая карьера
В 1987 году Вилсэк был избран мэром города Маунт-Плезант, штат Айова, а в 1992-м стал членом Сената штата. С 1999 по 2007 год он занимал пост губернатора Айовы. Вилсэк стал основателем фонда «Grow Iowa Values Fund», направленного на поддержку экономики штата и создания новых рабочих мест, который, тем не менее, не смог остановить рост безработицы в штате. Также губернатор выступал в поддержку использования биотоплива и за развитие альтернативных источников энергии.
В 2006 году объявил о намерении баллотироваться на пост Президента США на выборах 2008 года и в ноябре 2006 начал предвыборную кампанию, однако из-за неудач снял свою кандидатуру в феврале 2007-го. В декабре 2008 года Барак Обама объявил о назначении Вилсэка министром сельского хозяйства США. 20 января 2009 года его кандидатура была единогласно утверждена Сенатом, и на следующий день Вилсэк официально вступил в должность.
Вилсэк покинул министерскую должность 13 января 2017 года. На момент ухода он был последним остававшимся в должности членом первоначального кабинета Барака Обамы.
В декабре 2020 года избранный президент Джо Байден объявил, что Вилсэк будет снова выдвинут на должность министра сельского хозяйства. Вилсэк был утверждён в должности Сенатом США 23 февраля 2021 года, 92 сенаторами против 7. Он принял присягу на следующий день.

## Семья
С 1973 года Вилсэк женат на Энн Кристине Белл, у семейной пары двое сыновей.